# Cylindroiulus bellus
Cylindroiulus bellus är en mångfotingart som först beskrevs av Lignau 1903.  Cylindroiulus bellus ingår i släktet Cylindroiulus och familjen kejsardubbelfotingar. Inga underarter finns listade i Catalogue of Life.